# لیز کورپوریشن اینترنشنال
لیز کورپوریشن اینترنشنال (به انگلیسی: Lease Corporation International) یک شرکت هواپیمایی است که در تاریخ ۲۰۰۴ میلادی تأسیس شده است. دفتر مرکزی لیز کورپوریشن اینترنشنال در دوبلین، ایرلند واقع شده است.